# كسارة العظام
كسارة العظام (بالإنجليزية: Bone crusher)‏ هي آلة تستخدم بشكل منتظم لتكسير عظام الحيوانات. إذ تنظف العظام التي
يحصل عليها أثناء الذبح وتغلى في الماء ويجري تجفيفها لعدة أشهر وبعد ذلك تصبح مناسبة للتكسير باستخدام الآلة الخاصة لتصبح العظام المكسرة مسحوقا جافا نسبياً يستخدم كسماد.
و تحتوي الآلة التي تظهر في الصورة و تعمل من خلال دولاب مائي أي الناعورة على ثمانية أزواح من الحدب على شكل حرف S تقوم برفع الكسارات بالتناوب ومن ثم تسمح لها بأن تهبط فوق المواد لكي تسحقها
ويزيد ناقل الحركة البسيط من سرعة دوران عجلة الكسارة من 7 دورات في الدقيقة إلى 21 دورة في الدقيقة .
و منذ حوالي 1790 كان مسحوق العظام يستخدم كسماد مكمل لسماد المزارع الاعتيادي. ومن 1880 فصاعداً استبدل هذا السماد بالأسمدة الكيماوية.